# 18 de junio
El 18 de junio es el 169.º (centésimo sexagésimo noveno) día del año en el calendario gregoriano y el 170.º en los años bisiestos. Quedan 196 días para finalizar el año.

## Acontecimientos
- 618: en China se corona al gobernador Li Yuan, a partir de entonces conocido como Gaozu, como nuevo emperador de China, iniciando tres siglos de la dinastía Tang.
- 1178: en Canterbury (Inglaterra) cinco monjes divisan en la Luna la colisión de un meteorito (que formó el cráter ahora llamado Giordano Bruno). Se cree que las variaciones (de pocos metros) en la distancia entre la Luna y la Tierra fueron el resultado de esa colisión.
- 1264: En Castledermot (County Kildare, Irlanda), el Parlamento de Irlanda realiza su primera asamblea.
- 1391: Batalla del río Kondurcha, primer enfrentamiento de la guerra entre Toqtamish, y Tamerlán.
- 1429: En Francia, los franceses liderados por Juana de Arco vencen al ejército inglés liderado por sir John Fastolf en la Batalla de Patay.
- 1483: En el costa sur atlántica de Castilla, los Reyes Católicos fundan la villa de Puerto Real.
- 1538: Tregua de Niza entre Carlos I de España y Francisco I de Francia.
- 1679: En el Real Monasterio de El Escorial (Madrid), un rayo provoca el incendio de la linterna de la cúpula.
- 1722: Comienza la Guerra ruso-persa entre el Imperio ruso y el Imperio safávida.
- 1767: En Oceanía, el capitán británico Samuel Wallis divisa Tahití. La isla fue descubierta en 1606 por el marino y explorador español Pedro Fernández de Quirós.
- 1778: en el marco de la Guerra de Independencia de los Estados Unidos, las tropas británicas abandonan Filadelfia.
- 1783: llega simultáneamente a París (Francia), Turín y Padua (Italia) la nube ácida proveniente del volcán Laki (de Islandia), que explotó el 8 de junio y erupcionará los próximos 8 meses. En los dos años siguientes causará una gran hambruna, que dejará un saldo de 6 millones de muertes en todo el mundo. Se ha descrito como «una de las mayores catástrofes medioambientales en la Historia europea».
- 1790: en Madrid, el Conde de Floridablanca sufre un atentado del que sale ileso.
- 1794: en Chile se funda la Villa Nueva Bilbao de Gardoqui, que en 1828 será rebautizada Constitución.
- 1812: Estados Unidos declara la guerra al Reino Unido, tras la anexión por estos últimos de la Luisiana y la ocupación de la Florida.
- 1815: en la Batalla de Waterloo las tropas napoleónicas son derrotadas, por lo que Napoleón Bonaparte tiene que renunciar el trono por segunda vez.
- 1821: en Berlín se estrena la ópera Der Freischutz (El cazador furtivo) de Carl Maria von Weber.
- 1837: en España, la reina regente María Cristina de Borbón jura la Constitución de 1837, que es la de 1812 con algunas modificaciones.
- 1851: en España, el real decreto del 18 de junio ordena el comienzo de las obras del Canal de Isabel II.
- 1858: en Inglaterra, Charles Darwin recibe un mensaje de Alfred Russel Wallace en la que incluye las mismas teoría de la evolución que las suyas. Esto anima a Darwin a publicar su teoría.
- 1868: en Porto Alegre (Brasil) se funda la Sociedad Partenón Literario.
- 1870: en España se decreta la ley por la que se implanta el Código Penal.
- 1881: en Vigo (España), sale de la estación a las 6:40 el primer tren de viajeros que hará el trayecto Vigo-Orense.
- 1887: Alemania y Rusia firman el Tratado de reaseguro.
- 1900: en China, la emperatriz viuda Longyu ordena matar a todos los extranjeros, incluidos a los diplomáticos y sus familias.
- 1901: en Rusia nace la cuarta hija del último zar de Rusia la Gran Duquesa Anastasia Nikoláyevna de Rusia.
- 1908: llega al puerto brasileño de Santos el barco Kasato-Maru con los primeros inmigrantes japoneses.
- 1918: en la Universidad Nacional de Córdoba, Argentina, se lleva a cabo la Reforma Universitaria.
- 1919: en Costa Rica se funda la Liga Deportiva Alajuelense.
- 1928: Amelia Earhart se convierte en la primera mujer que cruza el Océano Atlántico. Ella tan solo fue pasajera, Wilmer Stutz fue el piloto y Lou Gordon el mecánico.
- 1928: en el Ártico desaparece el explorador noruego Roald Amundsen cuando trataba de localizar el dirigible de Umberto Nóbile.
- 1932: en Italia son ejecutados los dos principales responsables del atentado contra Benito Mussolini.
- 1932: en Ginebra, es fundada la Federación Internacional de Baloncesto (FIBA).
- 1940: en Inglaterra, Winston Churchill realiza su discurso llamado «Finest hour» speech. Charles de Gaulle realiza un discurso en la BBC que sería denominado como el Llamamiento del 18 de junio.
- 1940: las tropas alemanas atacan la línea Maginot por la retaguardia.
- 1942: en Tobruk, las tropas británicas capitulan ante los alemanes, que capturan a más de 33 000 prisioneros y abundante material de guerra.
- 1945: William Joyce (Lord Haw-Haw) es acusado de traición.
- 1946: en Goa (India), el doctor socialista Ram Manohar Lohia, inicia la lucha armada contra los portugueses.
- 1946: en Bogotá, Colombia, se funda el Millonarios Fútbol Club.
- 1953: en Egipto, un grupo de oficiales del Ejército —liderados por Gamal Abdel Nasser— derrocan al rey Faruq y proclaman la República de Egipto.
- 1953: cerca de Tokio, se estrella un Douglas C-124 estadounidense matando a 129 personas.
- 1954: en Francia, Pierre Mendès-France se convierte en primer ministro.
- 1955: los británicos evacuan el Canal de Suez.
- 1955: en Rosario (Argentina), a la madrugada fallece el médico comunista Juan Ingallinella (42) mientras es torturado por la policía, debido a que publicó volantes en repudio de la Masacre de Plaza de Mayo (golpe de Estado contra Perón) de dos días antes.

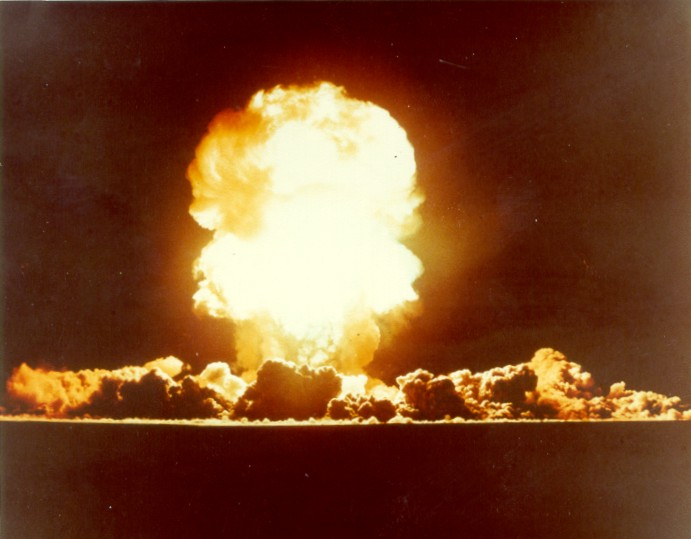
Fotografía de la explosión de la bomba atómica Wilson, en 1957. Se hizo explotar desde un dirigible.

- 1957: en el Sitio de pruebas de Nevada, Estados Unidos detona la bomba de hidrógeno Wilson, de 10 kt. Es la cuarta bomba (de 29) de la operación Plumbbob, y la número 92 del total de 1054 bombas atómicas que hizo detonar ese país entre 1945 y 1992.
- 1958: en el atolón Enewetak (islas Marshall, en medio del océano Pacífico), Estados Unidos detona su bomba atómica n.º 128, Linden, de 11 kt.
- 1964: en San Agustín (estado de Florida), después de que Martin Luther King fue echado del restaurante del Monson Motor Lodge debido al racismo en Estados Unidos, un grupo de simpatizantes blancos y negros se introducen en la piscina del hotel (que era solo para blancos). El gerente del hotel arroja dos botellas de ácido muriático en el agua para hacer que salieran.[1]
- 1965: en Vietnam del Sur —en el marco de la Guerra del Vietnam— Estados Unidos utiliza bombarderos B-52 para atacar la guerrilla del Frente Nacional de Liberación de Vietnam.
- 1965: en Bolivia se inaugura oficialmente el Aeropuerto Internacional El Alto.
- 1967: durante el Monterey Pop Festival, Jimi Hendrix quema su guitarra en el escenario.
- 1970: el general Roberto Marcelo Levingston es nombrado, por la Junta Militar, nuevo presidente de facto de la Argentina.
- 1972: en el Aeropuerto de Heathrow mueren 118 personas en un accidente aéreo dos minutos después de haber despegado.
- 1979: Estados Unidos y la URSS firman el tratado SALT II.
- 1981: en San Francisco (California), los profesionales médicos reconocen formalmente la epidemia del sida.
- 1982: en Argentina, tras la derrota militar argentina en la Guerra de Malvinas, el dictador Leopoldo Fortunato Galtieri renuncia a su cargo; es remplazado por el dictador Alfredo Oscar Saint-Jean.
- 1983: inicia el despegue el Challenger, en la misión STS-7; la séptima misión del Programa del Transbordador Espacial; a bordo, la astronauta Sally Ride se convierte en la primera mujer estadounidense que llega al espacio.
- 1983: en la República Popular China, Li Xiannian es elegido presidente.
- 1983: en Shiraz (Irán), Mona Mahmudnizhad ―junto con otras nueve mujeres― son sentenciadas a muerte y ahorcadas por pertenecer al bajaísmo.
- 1984: en Orgreave (Yorkshire) 5000 policías atacan a los mineros durante las huelgas de 1984-1985.
- 1986: en Lima (Perú) se amotinan varios presos acusados de terrorismo en el penal del Frontón. A este hecho se le conoce como la Matanza en los penales del Perú.
- 1988 Depeche Mode toco en el Estadio Rose Bowl en Pasadena (Texas) por el tour Tour for the Masses este concierto dio paso a la película 101
- 1988: en Belo Horizonte (Brasil), Racing Club de Argentina empata 1–1 con Cruzeiro de Brasil en el Estadio Mineirão, y se consagra campeón de la Supercopa Sudamericana 1988.
- 1990: en España, el Parlamento de Cataluña crea la Universidad Pompeu Fabra.
- 1992: los irlandeses aprueban en referéndum la ratificación del Tratado de Maastricht con el 69% de los votos.
- 1993: en Guatemala, Arturo Herbruger Asturias es elegido como nuevo vicepresidente de ese país. en sustitución de Gustavo Adolfo Espina Salguero.
- 1997: en Camboya se rinde el dictador Pol Pot.
- 2001: en Manipur hay protestas debido al cese al fuego entre los insurgentes de Naga y el gobierno de la India.
- 2004: Los países miembros de la Unión Europea aprueban el proyecto de Constitución Europea (formalmente llamado «Tratado por el que se instituye la Constitución para Europa»).
- 2006: el pueblo de Cataluña refrenda el proyecto de reforma de su Estatuto de Autonomía.
- 2006: Kazajistán lanza al espacio su primer satélite, KazSat-1.
- 2007: en Colombia, 11 de los 12 diputados que fueron secuestrados el 11 de abril de 2002 son asesinados por el grupo guerrillero FARC. (Según las FARC fallecieron por disparos del Ejército del Gobierno durante un fallido intento de rescate; pero las investigaciones forenses del Gobierno demostraron la versión del Gobierno).
- 2009: desde Cabo Cañaveral (Estados Unidos), la NASA lanza la sonda LCROSS (Lunar Crater Observation and Sensing Satellite: satélite de detección y observación de cráteres lunares), que deberá estrellarse cuatro meses después contra la Luna para analizar la cantidad de agua que hay en el interior de un cráter lunar.
- 2009: en Córdoba (Argentina) se inaugura oficialmente la primera etapa del proyecto Ferrourbano de Córdoba.
- 2009: Se lanza el Lunar Reconnaissance Orbiter (LRO), una nave espacial robótica de la NASA.
- 2012: en Ecuador se registra un terremoto de 4.9 grados dejando cuarteaduras en 29 casas y más de 60 resultan afectadas.
- 2013: en Salamanca (España) se liquida su principal club de fútbol, la Unión Deportiva Salamanca S.A.D.
- 2014: la Cámara de Diputados de Luxemburgo aprueba por 56 votos a favor y 4 en contra el reconocimiento de matrimonios gay y la adopción de infantes y niños por parte de estas parejas.
- 2023: Desaparición del sumergible Titán en el Atlántico Norte, cercano al Pecio del Titanic.
- 2025: marcha tras la Condena, de Cristina Fernández de Kirchner, a Plaza de Mayo cercana a la Casa Rosada.

## Nacimientos
- 1269: Leonor, princesa inglesa (f. 1298).
- 1466: Ottaviano Petrucci, impresor italiano (f. 1539).
- 1511: Bartolomeo Ammanati, escultor y arquitecto italiano (f. 1592).
- 1517: Emperador Ōgimachi, emperador japonés (f. 1593).
- 1552: Gabriello Chiabrera, poeta italiano (f. 1637).
- 1570: Joan Pau Pujol, compositor y organista español (f. 1626).
- 1666: Juana Delanoue, santa francesa (f. 1736).
- 1673: Antonio de Literes, compositor español (f. 1747).
- 1677: Antonio Maria Bononcini, compositor italiano (f. 1726).
- 1716: Joseph-Marie Vien, pintor francés (f. 1809).
- 1757: Gervasio Antonio de Posadas, político argentino, director de las Provincias Unidas del Río de la Plata entre 1814 y 1815 (f. 1833).
- 1757: Ignaz Pleyel, fabricante de pianos y compositor austríaco (f. 1831).
- 1788: Carl Sigismund Kunth, botánico alemán (f. 1855).
- 1808: Manuel María Mallarino, político y escritor colombiano (f. 1872).
- 1812: Iván Goncharov, novelista ruso (f. 1891).
- 1817: Jung Bahadur Rana, político nepalí (f. 1877).
- 1841: Lester Frank Ward, paleontólogo estadounidense (f. 1913).
- 1845: Charles Louis Alphonse Laveran, médico francés, premio nobel de medicina en 1907 (f. 1922).
- 1866: Marceliano Santa María, pintor español (f. 1952).
- 1868: Miklós Horthy, político húngaro (f. 1957).
- 1870: Edouard Le Roy, filósofo y matemático francés (f. 1954).
- 1873: Eduardo Chicharro y Agüera, pintor español (f. 1949).
- 1874: Jorge Tupou II, rey tongano (f. 1918)
- 1877: James Montgomery Flagg, ilustrador estadounidense (f. 1960).
- 1882: Georgi Dimitrov, líder comunista búlgaro (f. 1949).
- 1884: Édouard Daladier, político francés (f. 1970).
- 1886: George Leigh Mallory, escalador y montañero británico (f. 1924).
- 1886: Alexander Wetmore, ornitólogo estadounidense (f. 1978).
- 1889: Camilla Ravera, política italiana (f. 1988).
- 1891: Mae Busch, actriz australiana (f. 1946).
- 1892: Ángel María Garibay, sacerdote católico, filólogo e historiador mexicano (f. 1967).
- 1895: Blanche Sweet, actriz estadounidense (f. 1986).
- 1898: Carmelo Goyenechea, futbolista español (f. 1984).
- 1899: Pedro López Lagar, actor argentino (f. 1977).
- 1901: Anastasia Nikoláyevna de Rusia, Gran duquesa rusa, hija de Nicolás II (f. 1918).
- 1903: Jeanette MacDonald, actriz y cantante estadounidense (f. 1965).
- 1903: Raymond Radiguet, escritor francés (f. 1923).
- 1904: Keye Luke, actor chino (f. 1991).
- 1904: Manuel Rosenthal, compositor francés (f. 2003).
- 1905: Eduard Tubin, compositor y director de orquesta estonio (f. 1982).
- 1907: Frithjof Schuon, poeta, filósofo y pintor suizo (f. 1998).
- 1908: Stanley Knowles, político canadiense (f. 1997).
- 1908: Nedra Volz, actriz estadounidense (f. 2003).
- 1910: Dick Foran, actor estadounidense (f. 1979).
- 1910: E. G. Marshall, actor estadounidense (f. 1998).
- 1910: Ray McKinley, baterista estadounidense de jazz (f. 1995).
- 1913: Pierre Berès, librero y coleccionista francés (f. 2008).
- 1913: Sammy Cahn, compositor estadounidense (f. 1993).
- 1914: Efraín Huerta, poeta mexicano (f. 1982).
- 1916: Julio César Turbay, político colombiano (f. 2005).
- 1917: Richard Boone, actor estadounidense (f. 1981).
- 1917: Erik Ortvad, pintor danés (f. 2008).
- 1918: Jerome Karle, químico estadounidense premio nobel de química en 1985. (f.2013)
- 1918: Franco Modigliani, economista italiano (f. 2003).
- 1922: Henri Chopin, poeta francés de vanguardia y músico (f. 2008).
- 1923: Juan Arza, futbolista y entrenador español (f. 2011).
- 1923: José Luis Ozores, actor español (f. 1968).
- 1924: George Mikan, baloncestista estadounidense (f. 2005).
- 1925: Anderssen Banchero, escritor uruguayo (f. 1987).
- 1926: Allan Rex Sandage, astrónomo estadounidense (f. 2010).
- 1926: Manuel Enríquez Salazar, violinista y compositor mexicano (f. 1994).

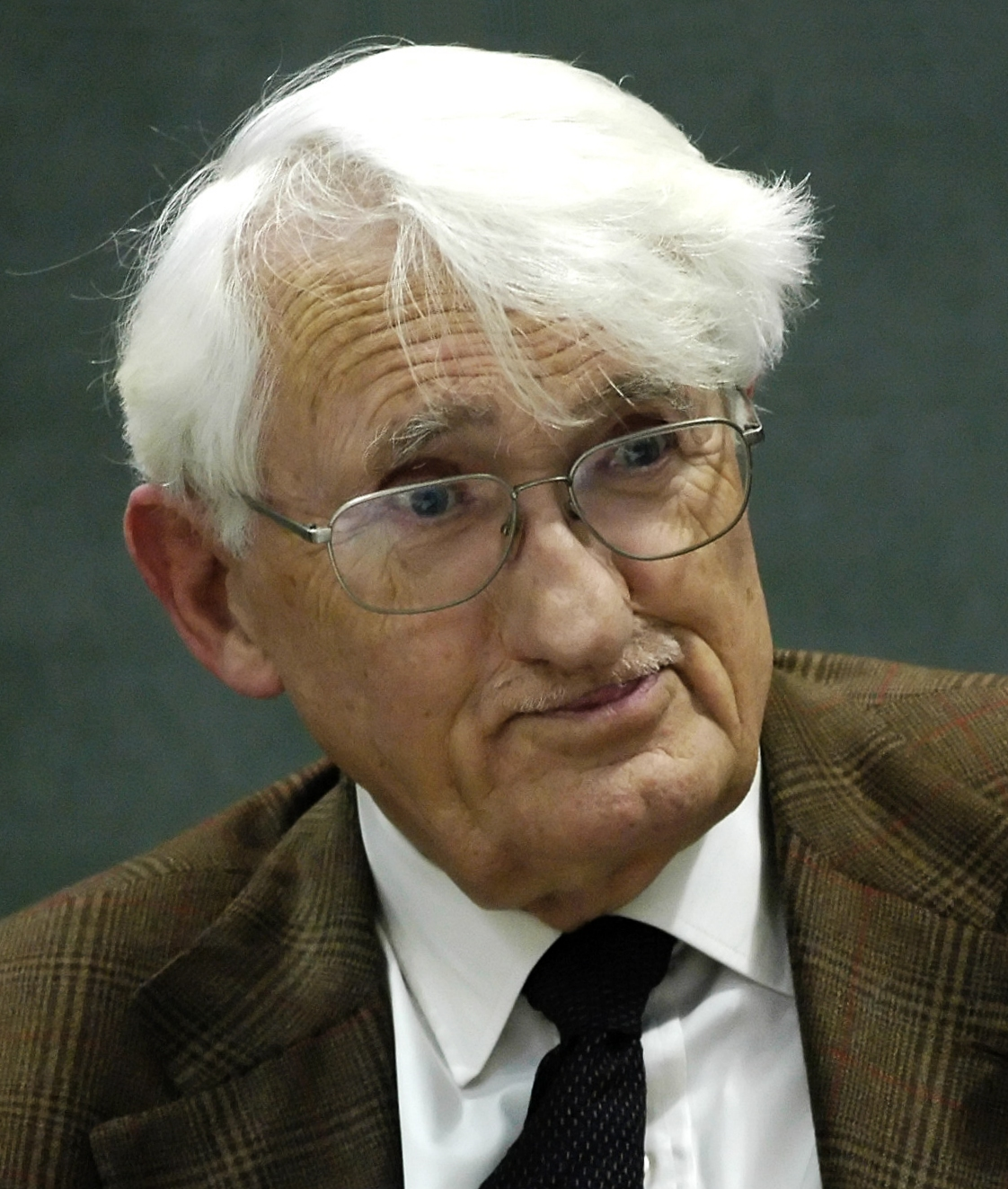
Jürgen Habermas

- Jürgen Habermas1929: Jürgen Habermas, sociólogo y filósofo alemán.
- 1931: Fernando Henrique Cardoso, político brasileño, presidente de Brasil entre 1995 y 2003.
- 1931: Gloria Mange, actriz mexicana (f. 2023).
- 1932: Dudley Robert Herschbach, químico estadounidense, premio nobel de química en 1986.
- 1932: Geoffrey Hill, poeta británico (f. 2016).
- 1934: Mitsuteru Yokoyama, artista japonés (f. 2004).
- 1935: Hugh McColl, banquero estadounidense.
- 1935: Omar Ostuni, dramaturgo, profesor, actor y director de teatro uruguayo (f. 2012).
- 1935: Sergio Vilar, escritor español (f. 1998).
- 1936: Denny Hulme, piloto de automovilismo neozelandés (f. 1992).
- 1937: Vitali Zhólobov, cosmonauta soviético.
- 1938: Julio Ernesto Vila, periodista deportivo argentino (f. 2013).
- 1940: Miguel Herrero y Rodríguez de Miñón, político español.
- 1941: María Teresa Campos, periodista española (f. 2023).
- 1942: Roger Ebert, crítico cinematográfico estadounidense (f. 2013).
- 1942: Thabo Mbeki, político sudafricano, presidente de Sudáfrica entre 1999 y 2008.Paul McCartney

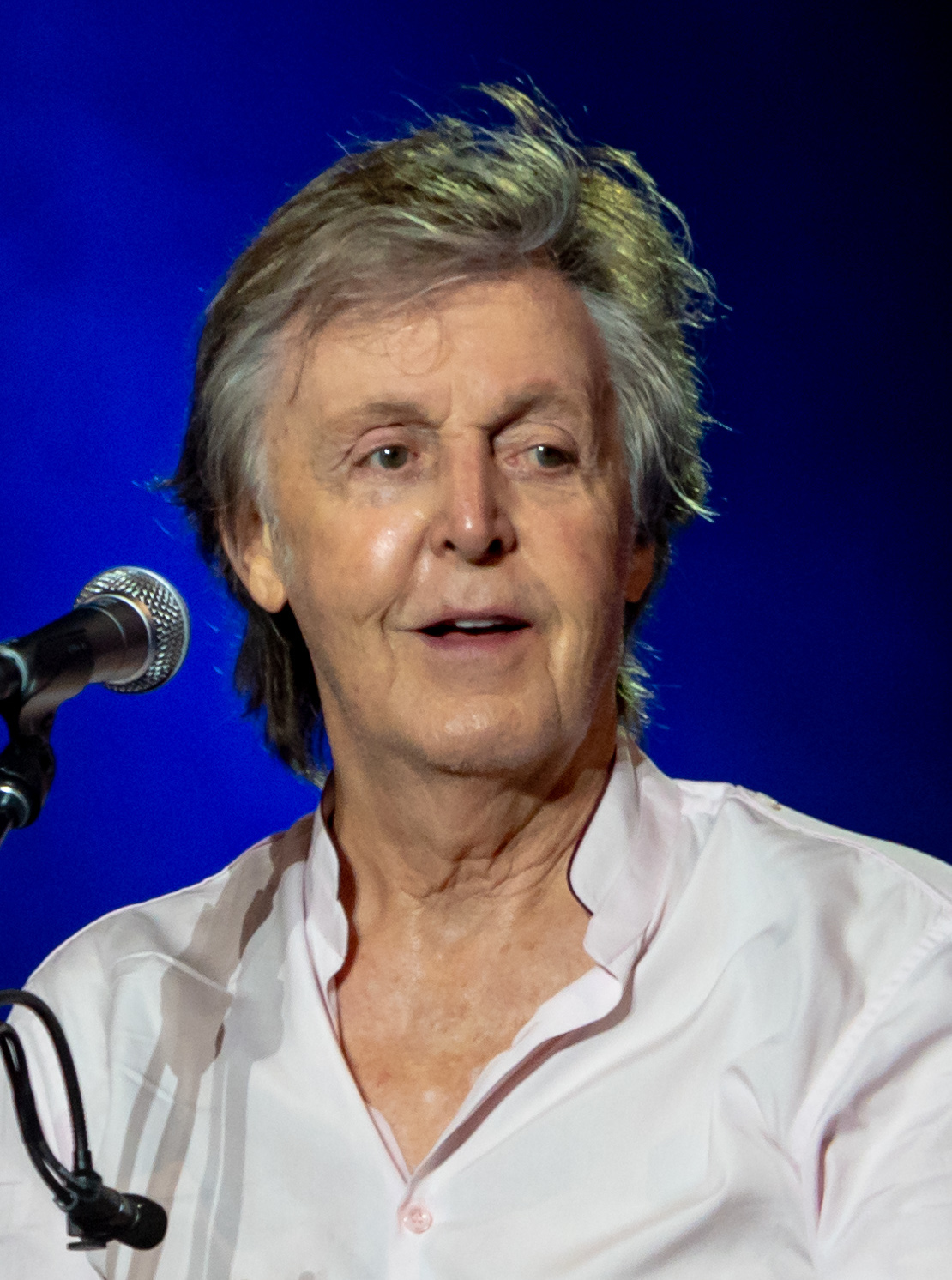
Paul McCartney

- 1942: Paul McCartney, músico británico, de la banda The Beatles.Raffaella Carrà.

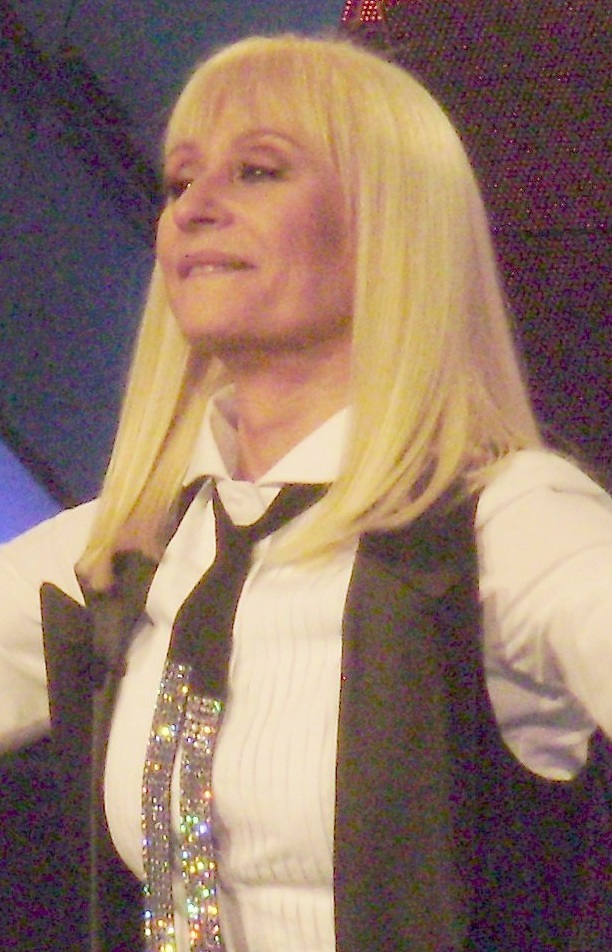
Raffaella Carrà.

- 1943: Raffaella Carrà, actriz, presentadora de televisión, cantante de pop, bailarina, compositora y coreógrafa italiana; cáncer pulmonar (f. 2021).[2]

- 1944: Salvador Sánchez Cerén, político salvadoreño, presidente de El Salvador entre 2014 y 2019.
- 1945: Santiago González Escudero, filósofo y profesor español (f. 2008).
- 1946: Maria Bethânia, cantante brasileña.
- 1946: Fabio Capello, futbolista y entrenador italiano.
- 1948: Raúl Rizzo, actor argentino.
- 1949: Lincoln Thompson, músico jamaicano (f. 1999).
- 1949: Chris Van Allsburg, autor e ilustrador estadounidense.
- 1949: Lech Kaczyński, político polaco, presidente de Polonia entre 2005 y 2010 (f. 2010).
- 1949: Jarosław Kaczyński, político polaco.
- 1950: Carlos Ominami, economista y político chileno.
- 1951: Juan Piña, cantante y compositor colombiano, reconocido por sus múltiples discos y ser ganador del Congo de Oro del carnaval de Barranquilla.
- 1952: Idriss Déby, militar y político chadiano, presidente de Chad entre 1990 y 2021 (f. 2021).
- 1952: Marcella Bella, cantante italiana.
- 1952: Carol Kane, actriz estadounidense.
- 1957: Miguel Ángel Lotina, futbolista y entrenador español.
- 1958: Marisela Buitrago, primera actriz de televisión venezolana.
- 1959: Viveca Sten, escritora y abogada sueca.
- 1960: Víctor Hugo Carrizo, actor argentino (f. 2012).
- 1960: Omar Abdirashid Ali Sharmarke, político y primer ministro somalí.
- 1961: Andrés Galarraga, beisbolista venezolano
- 1961: Alison Moyet, cantautora británica.
- 1962: Mitsuharu Misawa, luchador japonés (f. 2009).
- 1963: Ariel Cuffaro Russo, futbolista y entrenador argentino.
- 1963: Dizzy Reed, tecladista estadounidense, de la banda Guns N’ Roses.
- 1963: Rumen Radev, político búlgaro, Presidente de Bulgaria desde 2017.
- 1964: Uday Hussein, líder iraquí (f. 2003).
- 1964: Vito LoGrasso, luchador estadounidense.
- 1965: Patricia Alquinta, actriz y presentadora peruana.
- 1965: Kim Dickens, actriz estadounidense.
- 1966: Silvina Bosco, actriz argentina (f. 2019).
- 1966: Antonio Martín, baloncestista español.
- 1966: Sandy Alomar Jr., beisbolista puertorriqueño.
- 1968: Marcelo de Bellis, actor argentino
- 1968: Ana Duato, actriz española.
- 1969: Pål Pot Pamparius, músico noruego, de la banda Turbonegro.
- 1970: Ariel Sanzo, destacado compositor y guitarrista de rock en Argentina.
- 1970: Gerardo Rozín, periodista argentino (f. 2022)
- 1971: Jorge Bermúdez, futbolista colombiano.
- 1971: Giovanni Ciccia, actor peruano.
- 1971: Jason McAteer, futbolista irlandés.
- 1972: Infernus, músico noruego de black metal.
- 1974: Carlos Méndez, beisbolista venezolano.
- 1974: Vincenzo Montella, futbolista italiano.
- 1974: Pablo Polilla Pino, cantante argentino, de la banda Cielo Razzo.
- 1974: Sigrid Alegría, actriz chilena
- 1975: Jamel Debbouze, actor francés.
- 1975: Avery John, futbolista trinitense.
- 1976: Alana de la Garza, actriz estadounidense.
- 1976: Blake Shelton, cantante estadounidense.
- 1976: Luca Valdesi, karateka italiano.
- 1977: Majed Moqed, terrorista saudí que participó en el 11S (f. 2001).
- 1978: Pol Amat jugador español de jockey hierba.
- 1978: Luca Dirisio, cantautor italiano.
- 1978: Wang Liqin, jugador chino de pingpong.
- 1978: Fernando Almeida de Oliveira, futbolista brasileño.
- 1981: Marco Streller, futbolista suizo.
- 1982: Marco Borriello, futbolista italiano.
- 1982: Vadim Pruzhanov, tecladista ruso, de la banda Dragonforce.
- 1982: Alejandro Torres Román, futbolista español.
- 1982: Casto Espinosa Barriga, futbolista español.
- 1982: Ahmad Salah Alwan, futbolista iraquí.
- 1983: Liz Solari, modelo argentina.
- 1983: Antonio Floro Flores, futbolista italiano.
- 1984: Mateus Galiano da Costa, futbolista angoleño.
- 1984: Junior Da Silva Rodríguez, futbolista brasileño.
- 1985: Alex Hirsch, director, escritor, guionista gráfico y actor de voz estadounidense.Alex Hirsch

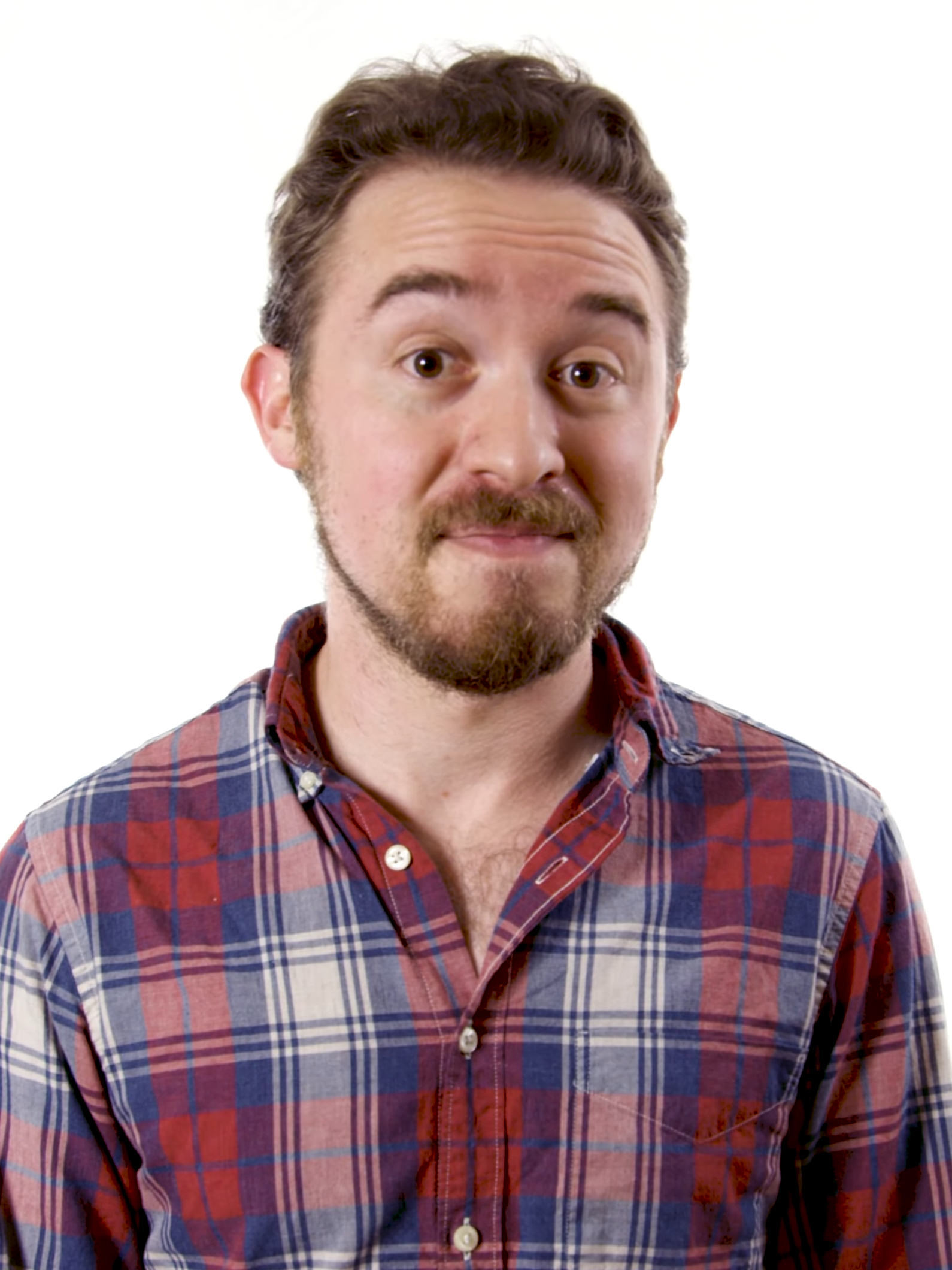
Alex Hirsch

- 1986: Richard Gasquet, tenista francés.
- 1986: Richard Madden, actor británico
- 1986: Andrei Volokitin, ajedrecista ucraniano.
- 1986: Ante Rukavina, futbolista croata.
- 1987: Marcelo Martins, futbolista boliviano.
- 1988: Josh Dun, músico estadounidense, de la banda Twenty One Pilots.
- 1988: Isaac Becerra, futbolista español.
- 1988: Kamil Grosicki, futbolista polaco.
- 1988: Islam Slimani, futbolista argelino.
- 1989: Pierre-Emerick Aubameyang, futbolista gabonés.
- 1989: Renee Olstead, actriz y cantante estadounidense.
- 1989: Ondřej Čelůstka, futbolista checo.
- 1990: Jacob Anderson, actor británico.
- 1990: Martín Elías, cantante colombiano (f. 2017).
- 1991: Willa Holland, actriz estadounidense.
- 1991: Jota Peleteiro, futbolista español.
- 1991: Yahya Jabrane, futbolista marroquí.
- 1991: Nemanja Čović, futbolista serbio.
- 1992: Georgia Fowler, modelo neozelandesa.
- 1992: Matías Castillo, Youtuber de Los Displicentes.
- 1992: Shownu, cantante surcoreano, líder del grupo Monsta X.
- 1993: Ruslan Khadarkevich, futbolista bielorruso.
- 1994: Takeoff, rapero, cantante y compositor estadounidense (f. 2022).
- 1995: Mario Hermoso, futbolista español.
- 1995: Jan Gyamerah, futbolista alemán.
- 1995: Li Shuai, futbolista chino.
- 1995: Guilherme Gimenez de Souza, futbolista brasileño del Chapecoense (f. 2016).
- 1996: Daniel Elahi Galán, tenista colombiano.
- 1996: Alen Halilović, futbolista croata.
- 1996: Alexia Umansky, personalidad de televisión estadounidense
- 1997: Matheus de Vargas, futbolista brasileño.
- 1997: Rafa Mir, futbolista español.
- 1997: Eduard Atuesta, futbolista colombiano.
- 1997: Owusu Kwabena, futbolista ghanés.
- 1998: Jétag Josónov, futbolista ruso.
- 1998: Sandy MacIver, futbolista inglesa.
- 1998: Regan Poole, futbolista galés.
- 1998: Daria Mulakayeva, nadadora rusa.
- 1998: Carmen Ramos Vellón, atleta español.
- 1998: Ryotaro Meshino, futbolista japonés.
- 1998: Nerea Elizalde, actriz española.
- 1998: Jalen Tate, baloncestista estadounidense.
- 1998: La Divaza, youtuber, cantante, actor y celebridad de internet venezolano-mexicano.
- 1999: Trippie Redd, rapero estadounidense.
- 1999: Sara Vidorreta, actriz española.
- 1999: Mateo Sánchez Pérez, baloncestista español.
- 1999: Giuliano Galoppo, futbolista argentino.
- 1999: Cortney Jones, atleta estadounidense.
- 1999: Hannah Scott, remera británica.
- 2000: Trey Murphy III, baloncestista estadounidense.
- 2000: Manuela Berrío, halterófila colombiana.
- 2000: Hans Nicolussi, futbolista italiano.
- 2001: Nako Yabuki, miembro del grupo japonés HKT48, y exmiembro del grupo coreano IZ*ONE
- 2001: Gabriel Martinelli, futbolista brasileño.
- 2003: Bailey Bass, actriz estadounidense.
- 2003: Alireza Firouzja, ajedrecista francés-iraní.
- 2006: Zaria de Orange-Nassau, Condesa de Orange-Nassau.

## Fallecimientos
- 707: Monmu, emperador japonés (n. 683).
- 741: León III el Sirio, emperador bizantino (n. 680).
- 1234: Chukyo, emperador japonés (n. 1218).
- 1291: Alfonso III de Aragón, rey de Aragón, Valencia, Mallorca, Conde de Barcelona, Rosellón y Cerdaña (n. 1265).
- 1424: Jordi de Sant Jordi, poeta valenciano (n.c. 1399).
- 1464: Roger van der Weyden, pintor flamenco (n.c. 1399).
- 1536: Henry Fitzroy, aristócrata inglés, hijo bastardo de Enrique VIII. (n. 1519).
- 1588: Robert Crowley, poeta inglés (n.c. 1517).
- 1629: Piet Hein, almirante neerlandés (n. 1577).
- 1649: Juan Martínez Montañés, escultor e imaginero español (n. 1568).
- 1650: Christoph Scheiner, astrónomo alemán (n. 1575).
- 1704: Tom Brown, escritor de sátira y traductor británico (n. 1662).
- 1726: Michel Richard Delalande, compositor francés (n. 1657).
- 1742: John Aislabie, político británico (n. 1670).
- 1749: Ambrose Philips, poeta británico (n. 1674).
- 1772: Johann Ulrich von Cramer, juez y filósofo alemán (n. 1706).
- 1772: Gerard van Swieten, médico austriaco de origen neerlandés (n. 1700).
- 1788: Adam Gib, líder religioso escocés (n. 1714).
- 1794: François Nicolas Leonard Buzot, líder revolucionario francés (n. 1760).
- 1794: James Murray, militar británico (n. 1721).
- 1815: Guillaume Philibert Duhesme, general francés (n. 1766).
- 1835: William Cobbett, periodista y escritor británico (n. 1763).
- 1869: Henry Jarvis Raymond, periodista y político estadounidense (n. 1820).
- 1889: Jacques Damala, militar y actor griego (n. 1855).
- 1902: Samuel Butler, escritor británico (n. 1835).
- 1905: Carmine Crocco, brigante italiano (n. 1830).
- 1916: Helmuth Johan von Moltke, militar alemán (n. 1848).
- 1917: Eufemio Zapata, militar mexicano (n. 1873).
- 1921: Eduardo Acevedo Díaz, escritor y político uruguayo (n. 1851).
- 1922: Jacobus Kapteyn, astrónomo neerlandés (n. 1851).
- 1928: Roald Amundsen, explorador noruego (n. 1872).
- 1936: Máximo Gorki, escritor ruso (n. 1868).
- 1937: Gaston Doumergue, estadista francés (n. 1863).
- 1939: Arthur Edwin Kennelly, ingeniero eléctrico estadounidense (n. 1861).
- 1945: Florence Bascom, geóloga estadounidense (n. 1862)
- 1950: Arturo De Bassi, músico argentino (n. 1890).
- 1955: Juan Ingallinella, médico comunista argentino; asesinado (n. 1912).
- 1959: Ethel Barrymore, actriz de cine y teatro estadounidense (n. 1879).
- 1962: Volkmar Andreae, director de orquesta y compositor suizo (n. 1879).
- 1963: Pedro Armendáriz, actor mexicano (n. 1912).
- 1964: Giorgio Morandi, pintor Italiano (n. 1890).
- 1965: Oscar Soldati, periodista, caricaturista y pintor argentino (n. 1892).
- 1966: Pierre Montet, egiptólogo francés (n. 1883).
- 1971: Paul Karrer, químico suizo, premio nobel de química en 1937 (n. 1889).
- 1973: Roger Delgado, actor británico (n. 1918).
- 1974: Malba Tahan, escritor brasileño (n. 1895).
- 1974: Gueorgui Zhúkov, militar y político soviético (n. 1896).
- 1979: Rodolfo Usigli, escritor mexicano (n. 1905)
- 1980: Terence Fisher, director de cine británico (n. 1904).
- 1980: Kazimierz Kuratowski, matemático polaco (n. 1896).
- 1980: André Leducq, ciclista francés (n. 1904).
- 1982: John Cheever, escritor estadounidense (n. 1912).
- 1982: Curd Jürgens, actor alemán (n. 1915).
- 1984: Luis José Moglia Barth, director de cine argentino (n. 1903).
- 1985: Paul Colin, diseñador francés (n. 1892).
- 1986: Pere Quart (Joan Oliver), poeta español (n. 1899).
- 1989: I. F. Stone, periodista estadounidense (n. 1907).
- 1992: Carlos Humberto Perette, político argentino (n. 1915).
- 1993: Narciso Perales, médico español (n. 1914).
- 1996: Juan Antonio Palomo, pintor y escultor español (n. 1934).
- 1997: Lev Kópelev, escritor soviético (n. 1912).
- 1997: Edmond Leburton, político belga (n. 1915).
- 1998: Ernesto Grillo, futbolista argentino (n. 1929).
- 2000: Nancy Marchand, actriz estadounidense (n. 1928).
- 2005: Manuel Sadosky, matemático argentino (n. 1914).
- 2006: Vincent Sherman, director de cine estadounidense (n. 1906).
- 2007: Bernard Manning, cómico británico (n. 1930).
- 2007: Vilma Espín, química y política cubana (n. 1930).
- 2007: Pablo Estramín, cantante uruguayo (n. 1959).
- 2007: Bernard Manning, cómico británico (n. 1930).
- 2008: Jean Delannoy, cineasta francés (n. 1908).
- 2010: José Saramago, escritor, periodista y dramaturgo portugués, premio nobel de literatura en 1998 (n. 1922).
- 2011: Frederick Chiluba, político zambiano (n. 1943).
- 2011: Clarence Clemons, saxofonista estadounidense (n. 1942).
- 2011: Ulrich Biesinger, futbolista alemán (n. 1933).
- 2011: Yelena Bónner, activista rusa (n. 1923).
- 2012: Edgardo Mercado Jarrín, militar y político peruano (n. 1919).
- 2012: Horacio Coppola, fotógrafo argentino (n. 1906).
- 2014: Horace Silver, músico de jazz y compositor estadounidense (n. 1928).
- 2016: Vittorio Merloni, empresario italiano (n. 1933).
- 2018: XXXTentacion, rapero estadounidense (n. 1998).
- 2020: Vera Lynn, cantante inglesa (n. 1917).
- 2023: Tripulantes durante el accidente del sumergible Titan:
- 2023: Shahzada Dawood, empresario y filántropo británico (n. 1975).
- 2023: Suleman Dawood, hijo de Shahzada Dawood (n. 2004).
- 2023: Hamish Harding, piloto, explorador y turista espacial británico (n. 1958)
- 2023: Paul-Henri Nargeolet, submarinista, oceanógrafo, arqueólogo marino, explorador y buzo francés (n. 1946).
- 2023: Stockton Rush, empresario estadounidense (n. 1962).
- 2024: Anouk Aimée, actriz francesa (n. 1932).
- 2025: Braulio Musso, futbolista chileno (n. 1930).
- 2025: Patricio Flores Sandoval, político mexicano (n. 1951).

## Celebraciones

La bandera del Orgullo Autista lleva el símbolo del infinito sobre las tres franjas de colores asociadas al espectro.

- Día Mundial del Orgullo Autista.
 Se celebra desde el año 2005, una jornada que busca visibilizar la neurodiversidad.

- Día Mundial contra la Incineración de Residuos.[3]

- Día Internacional del Pícnic.[4]

Compartidas
- Naciones Unidas: 
  - Día de la Gastronomía Sostenible.
  - Día Internacional para Contrarrestar el Discurso de Odio.

Gastronomía
- Día Internacional del Sushi, el plato japonés más famoso en el mundo.[5]

- Día Internacional del Faláfel, el plato árabe más famoso en el mundo.[6]

 Por países
(Por orden alfabético)
- Argentina: 
  -  Misiones: 
    - Fundación de Bonpland.[7]
El día de su fundación no es el día del aniversario del pueblo. Si bien el 18 de junio de 1894 se recuerda la fundación de este municipio, se estableció otra fecha para celebrar su aniversario. El día elegido fue el 11 de mayo, fecha que se dictaminó a través de la Resolución 04/98 del Ejecutivo comunal.

- El Salvador:
  - Día del Empresario.
  - Día del Ingeniero Agrónomo.

 Compartidas
- Países Bajos y  Reino Unido:
  - Waterloo Day.

### Santoral católico

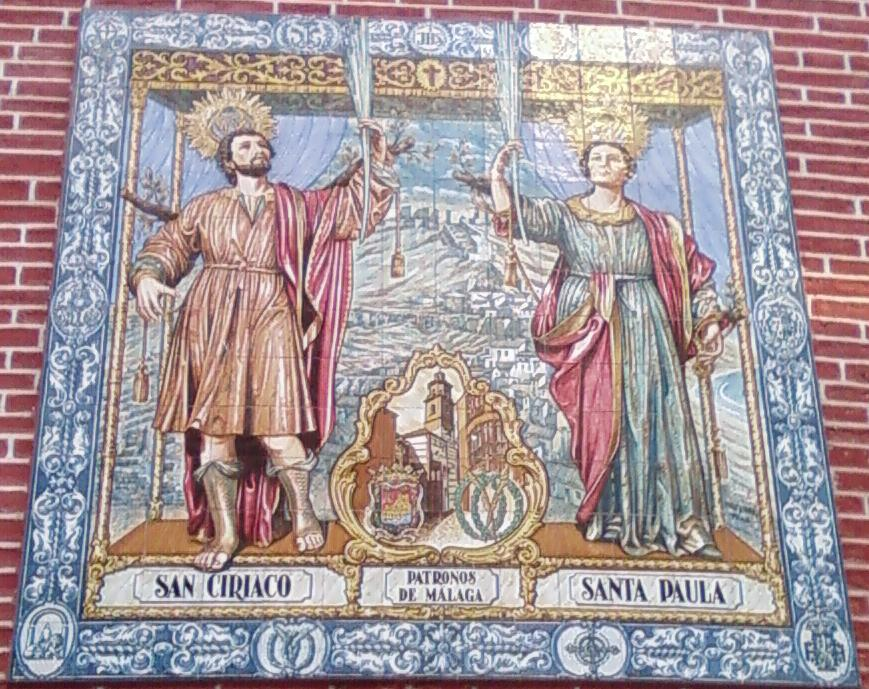
Santos Ciriaco y Paula, azulejos en la Iglesia de los Mártires, Málaga, España.

- Santos Marcos y Marceliano, mártires (c. 304).[8]
- San Leoncio de Trípoli, soldado (s. IV).[8]
- Santos Ciríaco y Paula, mártires (c. s. IV).[8](imagen ilustrativa).
- San Amando de Burdeos, obispo (s. V).[8]
- San Calógero, eremita (c. s. V).
- Santa Isabel de Schönau, virgen (1164).[8]
- San Gregorio Barbarigo, obispo (1697).[8]

- Beata Hosana Andreasi, virgen (1505).[8]